# Cyperus granitophilus
Cyperus granitophilus är en halvgräsart som beskrevs av Mcvaugh. Cyperus granitophilus ingår i släktet papyrusar, och familjen halvgräs. Inga underarter finns listade i Catalogue of Life.